# خربة الأمباشي
خربة الأمباشي أو الأنباشي هي خربة أثرية تقع في محافظة السويداء جنوب سوريا، على مسافة 36 كيلومتراً شرق مدينة شهبا. تقع خربة الأمباشي ضمن ناحية الصورة الصغرى، التابعة إدرياً لمنطقة شهبا في محافظة السويداء، وهي تبعد 80 كيلومتراً جنوب شرق دمشق، وتحدُّها من جهة الجنوب الشرقي أرض الكراع ومن الشمال والشرق تلول الصفا، وهُما صبَّتان بركانيَّتان تقعان شرق جبل العرب، فيما يَحدُّها من جهة الغرب وادي مسعد. يبلغ ارتفاع الخربة عن مستوى سطح البحر 670 متراً، وتبلغ مساحتها الإجمالية أكثر من 100 هكتار. والمنطقة قابلةٌ للاستثمار في مجال السياحة البيئية إن حصلت على الاعتناء المناسب. أسّست الخربة في عصري البرونز القديم والوسيط خلال الألف الرابع قبل الميلاد، وقد شهدت استيطاناً بشرياً مكثفاً بين الألف الرابع ومنتصف الألف الثاني، إلا أنّها هُجِرت أخيراً مع منتصف الألف الثاني، لأسبابٍ لا زالت غير معروفة. الخربة هي واحدة من ثلاث مواقع متجاورة بالمنطقة تنتمي إلى نفس الحقبة التاريخية، والموقعان الآخران هما خربة الهبارية وخربة الدبب.

## التاريخ

### التأسيس
كان أوَّل من أسَّس البلدة هم عرب الصحراء في بادية الحماد قرب جبل العرب، وقد أثبتت الحفريات أنها أُسِّست منذ العصر الحجري الحديث والعصر البرونزي، أي عند فترة 5,000 إلى 8,000 عامٍ قبل الميلاد. وقد وجدت البعثة الفرنسية السورية المشتركة أن تأسيسها جاء إمّا في الألف الرابع أو مع مطلع الألف الثالث قبل الميلاد. شهدت بادية الشام فترة نهضةٍ وسكنٍ بشريٍّ مكثَّف بين الألف الرابع ومنتصف الألف الثاني قبل الميلاد، ازدهرت خلالها البلدة، وهي تعدّ اليوم - مع خربة الهبارية - أحد أبرز المواقع الأثرية العائدة إلى تلك الحقبة. ليس من الواضح سبب اختيار السكان القدماء هذا الموقع بالذّات لبناء البلدة، إلا أن وجود وادي الأمباشي بجوارها كان يوفّر الماء والمراعي الضروريَّين لأهاليها، كما أن موقعها غير بعيدٍ عن المراعي الصيفية في جبل العرب. إلا أنّ موقعها يظلّ غير متميزٍّ في المنطقة بهذه الأمور، لذا فقد يعني ذلك أنّ سكان الخربة القدماء اختاروا موقعها هذا دوناً عن غيره لكونهم على علاقة وثيقةٍ بسكان سوريا الجنوبية.
مثّلت خربة الأمباشية موقع استقرارٍ هامٍّ في البادية على مدى ألفيَّتين من الزّمن، ويشير موقعها الصحراويّ إلا أنّها هُجِرت وأعيد سكنها عدة مرات على مرّ الأزمنة القديمة، إلا أنّ أسباب العودة إليها بالتحديد في كل مرّة غير واضحة. وعلى أي حال، فعلى الرغم من حركة السكن والهجرة المتواصلة تُثبِت الدّلائل بوضوحٍ عودة تاريخها إلى عصري البرونزي القديم والوسيط. ومع أنّ بيئة المنطقة قاحلةٌ اليوم، توحي الدلائل الآثارية بأنها كانت مكسوَّة بغطاءٍ نباتيٍّ في العصر الحجري القديم، ثم اضمحلّ تدريجياً حتى وصل حاله هذه، وقد يكون ذلك سبباً في حركات الهجرة والسكن المتكرّرة، التي وصلت ذروتها في العصر البرونزي القديم، عندما كان يعتمد الأهالي على إقامة مخيّمات مؤقتة للإقامة ثم المغادرة بعد فترة، قبل أن تبدأ حركات إعادة الاستيطان في البرونز الوسيط. وكان أغلب سكّان البلدة في هذه الحقبة يعيشون على تربية المواشي، فيعتمدون على التنقّل المستمر، وربّوا مختلف أنواع الماشية خلال الألف الرابع قبل الميلاد، وأما النشاط الزراعي فقد كان قليلاً جداً. وقد كانت البلدة على علاقة بالمدن المجاورة في المنطقة، مثل تل قراصة ومدنٍ أخرى.

### ثورانات البراكين
شهدت المنطقة عدداً من الثورانات البركانية العنيفة والمتعاقبة الصَّادرة عن بركان جبل العرب، مما سبَّب خراباً كبيراً فيها أكثر من مرة. ولا زالت آثار هذه الثورانات ظاهرة في بقايا العظام المتحجّرة المنتشرة في أنحاء المكان، بعد أن باغتتها الحمم البركانية عقب الثورانات وقد عُثِر بين الحيوانات على آثار شرايينٍ وجلودٍ وأجنّة، مما يثبت أن الحمم فاجأتها وداهمتها وهي حيَّة. وُضِعت نظرية الثوران البركاني بخصوص العظام المتحجرة بالمنطقة للمرة الأولى في سنة 1954، إلا أن التحليلات بيَّنت لاحقاً أن العظام كلها تعود إلى حيواناتٍ، مثل الأغنام والماعز والغزلان والجمال، لكن لا أثر لعظامٍ بشريّة. ولذلك فإنّ بعض النظريات تقول أنها كانت من تجميعٍ بشريٍّ لأغراضٍ صناعيّة، لا نتيجة كارثة طبيعية. تشيع عموماً بالمنطقة بقايا العظام المتحجرة حتى حدّ التبلور والمحروقة والمُتكلّسة، حيث يُقدَّر عدد الحيوانات التي تعود إليها هذه البقايا بنحو 10,000 إلى 40,000 حيوان، ويُقدَّر حجم بقاياها بنحو 800 متر مربع، تعود في معظمها إلى نحو الألف الثاني قبل الميلاد.
توجد في خربة الأمباشي محرقة كبيرة، هناك عدّة فرضيات تحاول تفسير سبب وجودها. تقول إحدى الفرضيات أنّ وظيفتها كانت الاستعمال في صناعة الأسمدة، خصوصاً بالنّظر إلى توفر مياه الأمطار ومياه الوادي بالمنطقة، مما يسمح بممارسة النّشاط الزراعي. وتقول فرضية ثانيةٌ أنّ السكان المحليّين كان عندهم تقليدٌ لتقديم الأضاحي إلى آلهتهم، فكانوا يخصّصونها لذلك الغرض. وربَّما استُخدِمت لحرق العظام الناتجة عن كثرة استهلاك اللحوم في البلدة المعتمدة على الرّعي، إذ قد يكون السكان قاموا بذلك لتجنّب انتشار الأوبئة نتيجة فساد العظام، خصوصاً وأن الدلائل الآثارية تشير إلى أن العظام لم تكن تُسخَّن إلى الحرارة المرتفعة على الفور إنّما تدريجياً، وهذا يعني أنها كانت تُسخَّن عمداً بأيدي البشر. وأما ما يقوله الأهالي المحليّون بالقرى المجاورة عن الأمر فهو أن سكان الخربة القدماء كانوا كثيري الذّنوب والمعاصي، فلعنهم الله وضرب المنطقة زلزال وثار بركانٌ فدفن السكان تحت المهل البركاني، ولا زال يستشهد هؤلاء الأهالي بالعقاب الذي نزل بالخربة. لكن على الرغم من ذلك، فإن الدراسات الآثارية بيَّنت أن العظام تعود للحيوانات فقط وليس للبشر.

### الهجر
مع منتصف الألف الثاني قبل الميلاد بدأت خربة الأمباشي بخسارة موقعها الحضاريّ، حيث شهدت هجرةً كبيرةً وانحداراً واضحاً في معدّلات الاستيطان البشريّ، لأسباب غير معروفة. ومع أنّ السّبب وراء هذا لم يُحَدَّد بعد، فإنّ الهجرة شملت المناطق المجاورة أيضاً، فقد هجرت معها خربة الهبارية القريبة هي الأخرى. ولم تتبقّ بالمنطقة سوى مجموعات محدودة من البدو الرّحل الذين يعتمدون على الرَّعي، غير أنّهم لم يتروكوا آثاراً تذكر، فقد حصل تراجعٌ حضاريٌّ كبير عن المستوطنات المتمدّنة التي شهدها العصر البرونزي القديم والوسيط بالمنطقة. وتُعَدّ الخربة اليوم إحدى أبرز مراكز التطور الحضاري في الشرق الأدنى القديم خلال مطلع ومنتصف العصر البرونزي.

## الدراسة والبحث

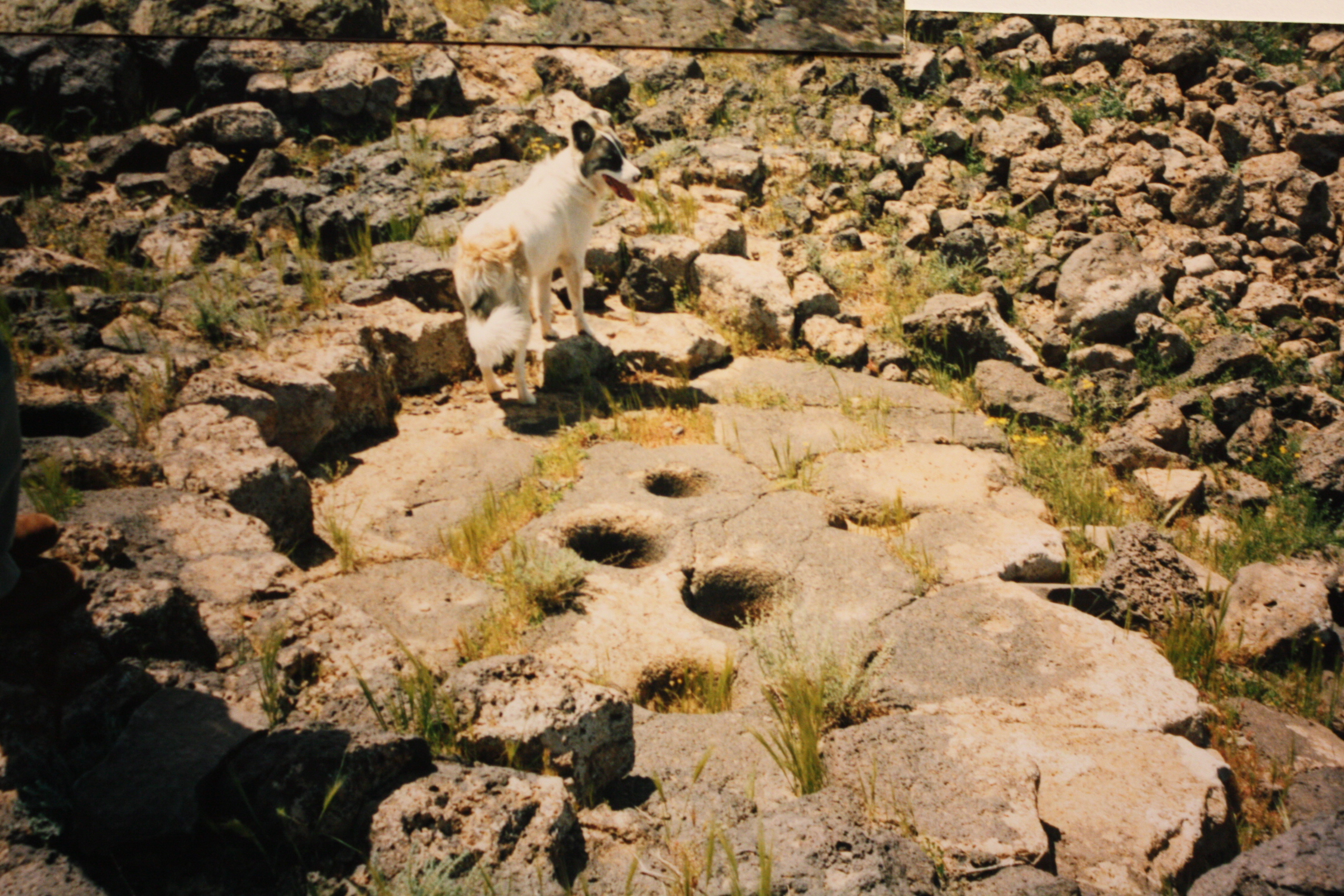
صورة من خربة الأمباشي

اكتشفت خربة الأمباشي في سنة 1807م على يد عالم الآثار الفرنسي سيريل غراهام. وكان أوَّل من كتب عنها هربيت، الذي تحدَّث عن بعض مشاهداته في البلدة، مثل عظام البشر والحيوانات المتناثرة شمالها، إذ قال معلّقاً عليها: «إنّ البركان قد فاجأ القطعان وأحرقها»، مشيراً إلى البقايا المتحجّرة للسكان والحيوانات الذين فاجأهم الثواران البركاني وقضوا تحت رماده. ثمَّ زار دوبرتريه الخربة في سنة 1928 واطّلع عليها، فخالف هر بيت الرَّأي قائلاً أنّ «هذه الظاهرة من صنعٍ بشريّ». وقد كان دوبرتريه أوَّل من بدأ التنقيب في المنطقة، يعاونه الآثاري لويس دونان، وأدت أعماله إلى إعطاء أولى المعلومات الواضحة عن تاريخ المنطقة وطبيعتها الجيولوجية، ومع ذلك فقد ارتكب خطأً هو اعتقاده أنّ الموقع حديثٌ من العهد الروماني، بينما هو بالواقع أقدم بكثيرٍ من ذلك. وقد استُخرِجَت من الموقع نتيجة أعمال التنقيب بقايا معمارية سكنية وصناعية، ومقابر وأفرانٌ وبقايا كتلٍ رماديّةٍ وعظميّةٍ متفحّمة. كما استُخرِجت الكثير من الأدوات، مثل الأدوات الفخارية والحجرية وأدوات الزينة وبعض الأدوات الزراعية وخزّانات تجميع المياه.
كان الزائر التالي للموقع عالم الآثار الهولندي وليم فان ليره، الذي أتى إليه في خمسينيات القرن العشرين، ولدهشته من بقايا العظام الحيوانية المتحجرة بالحمم فقد ذهب إلى مقارنة خربتي الأمباشي والهبارية ببقايا مدينتي سدوم وعمورة الشهيرتين. كان هذا الآثاريّ أول من حلَّل تاريخ الموقع اعتماداً على انحلال النظائر المشعّة لعنصر الكربون، وحسب نتائج تأريخه وجد أن موقع خربة الأمباشي يعود إلى العصر البرونزي القديم منذ الألف الثالث قبل الميلاد. شُمِلَت خربة الأمباشي ضمن حملات دراسة آثاريّةٍ واسعةٍ للمنطقة جرت بين سنتي 1984 و1993م في جنوب سوريا وشمال الأردن، هدفها وضع خريطة للمواقع الأثرية بالمنطقة ودراستها جيداً. وقد ركَّزت جلّ هذه الدراسات اهتمامها على ثلاث مواقع أساسية تُظهِر الانتقال بين عصري البرونز الدقيم والوسيط، وهي خربة الهبارية وخربة الدبب وخربة الأمباشي، وخلصت إلى عدّة نتائج حول تاريخ تطوّر البلدة والأنظمة الحضارية والاقتصادية التي عايشتها. وتقع خربة الهبارية على مسافة 6 كيلومترات جنوب شرق خربة الأمباشي، على مساحة هكتارٍ واحد.
وأخيراً بدأت البعثة السورية الفرنسية المشتركة بين سنتي 1991 و1995 بإجراء أعمال التّنقيب في المنطقة، تحت قيادة فرانك بر يمر جان وكلود إيشالية (ممثّلا المركز الوطني للبحث العلمي) وأحمد فرزات طرقجي (مدير الجانب العربي وممثّل المديرية العامة للآثار والمتاحف السورية). وأدَّى البحث إلى إثبات أنّ الموقع يعود إلى العصر الحجري الحديث والعصر البرونزي القديم والوسيط. وقد تركّزت أعمال البعثة على موقع خربة الأمباشي أكثر من غيره، وحصلت على معلوماتٍ غنية وكثيرة عن تاريخ استيطانه البشريّ. كما مثّلت الخربة جزءاً من قاعدة بيانات حديثة عملت مديرية شؤون البيئة في السويداء على إنشائها في منتصف سنة 2011 لتوثيق المواقع الأثرية في أنحاء السويداء، استعداداً لجعلها أول متنزه جيولوجيٍّ في سوريا.

### النقوش الصفائية
خربة الأمباشي هي واحدةٌ من المواقع البارزة التي جمعت منها الكتابات العربية الجنوبية المعروفة بالنّقوش الصَّفائية في محيط منطقة جبل العرب، وهي نقوش مشتقّة من الأبجدية المسندية، تنتشر في شبه الجزيرة العربية والأردن وجنوب سوريا من عهود تعود إلى ما بين القرن الأول ق.م والقرن الثالث الميلادي. فقد كُتِب - على سبيل المثال - على إحدى الصخور في المنطقة:
- يعشم بن عبر (الحروف شبه مزواة ومنقلبة 90 درجة).
- لمسكئيل بن قدم (الحروف مزواة ومنفذة بالتطريق غير المباشر).
- لعذبئيل بن كت (الحروف ذات مظهر لين ومنفذة بالحز).
- لكت بن سبر (الحروف ذات مظهرين ومنفذة بالتطريق).
- توجد عند طرف الصخرة سبعة خطوط ينتهي كل منها بدائرة.

## التّصميم والعمارة

خريطة توضّح توزيع المنازل في القسم الشمالي من موقع خربة الأمباشي.

تموضعت خربة الأمباشي في موقعٍ صحراويٍّ ذي بيئة قاسية وصعبة، اعتمد سكّانه بشكل أساسيٍّ على رعي الماشية. تبلغ مساحة الخربة نحو أربعة كيلومترات مربَّعة، وتتألف من 10 منشآت أساسية تعود إلى الألف الثالث قبل الميلاد، تتّسع كلٌّ منها لنحو 150 أسرة، وتنقسم بدورها إلى سكنات منفردة استيعاب كلٍّ منها 10 أسر، مما يوضّح أن المدينة بنيت على أيدي جماعةٍ سكانية كبيرة. وقد بنيت الخربة في موقع قريبٍ من وادٍ يُعرَف بوادي الأمباشي، ووفَّر لها هذا الوادي الماء اللازم والأراضي الضروريَّة لرعي الماشية. وقد بنى السكّان القدماء في هذا الوادي سدًّا يقطعه عند الطريق الغربي من الخربة، ولا زال باقياً جزئياً حتى اليوم، كما حفروا قناةً لجلب الماء من خلف السد نحو الجهة الشمالية الغربيَّة من البلدة. من أهمّ معالم خربة الأمباشي سورٌ حجريٌّ قديمٌ كبير الحجم يُحيط بها من جميع الجهات، ليغلق عليها مساحةً تبلغ حوالي 4 هكتارات. شيّد هذا السور في العصر البرونزي القديم عند مطلع الألف الثالث قبل الميلاد، ولا زالت آثاره وبقاياه واضحةً عند الجهتين الشمالية والشرقية من الخربة إلى الآن، كما لا زالت توجد آثار الأبراج التي كان يمتدّ عبرها السور، خصوصاً عند الجهة الجنوبية الشرقية منه.
تتألف الخربة من قسمين أساسيَّين: واحد شمالي وآخر جنوبي. يمتاز القسم الشمالي بمنازله المبعثرة والمتناثرة بعيداً عن بعضها البعض، وهذه المنازل مستطيلة الشكل غالباً مُشيَّدة بحجارة البازلت أو الحجر الغشيم، وتضمُّ غرفةً إلى ثلاث غرفٍ عادة، وحظيرةً مفتوحة السَّقف للمواشي. وقد عاش سكان هذه المنطقة على الرعي، بالإضافة إلى زراعة محدودةٍ جلّها يتمثّل بالقمح والشعير والتبن. وأما القسم الجنوبي فهو - على عكس الشمالي ذي المنازل المبعثرة والمتباعدة - مبنيٌّ داخل سورٍ حجريّ، وتتراوح أشكال منازله بين المربَّعة والدائرية، لكنها مبنية هي الأخرى من حجر البازلت، وهي تتألف من طابقٍ واحدٍ وقبو. وقد عاش سكان القسم الجنوبي على الصيد والزراعة. ولم يكن يتجاوز ارتفاع المنزل الواحد في خربة الأمباشي 120 سنتيمتراً، ووُجِدَ فيها بناءٌ كبيرٌ قد يكون معبداً. وقد انتشرت في الخربة الكتابات الصَّفائية المختلفة، كما عُثرَ قربها على رسوم جمال على جوانب وادي الأمباشي.
توجد مقبرتان في المنطقة، واحدة تقع شرقيّ الخربة والأخرى جنوبها، تُحَاط فيها القبور بالحجارة لتمييزها. وعند الدَّفن يُوضَع الموتى في وضع القرفصاء الجانبي، وتُترَك معهم أحياناً بعض أدواتهم. وتضمُّ المقبرتان نحو 1,500 قبرٍ جماعيّ، دُفِن في كلٍّ منها فردان إلى 7 أفراد، وقد تكون قبوراً عائلية جماعيّة، لكن ما من طريقةٍ للتأكد من ذلك، أو للتأكد ممَّا إذا كانت قبوراً للسكان المقيمين أو للبدو الرحّل الذين كانوا يمرُّون بالمنطقة ويخيّمون فيها.

## كتب
للاستزادة عن الموضوع يُمكِن مراجعة الكتب الآتية:
- خربة الأمباشي: قرى ومخيمات الرعاة في الصحراء السوداء (سوريا) في العصر البرونزي. تأليف: أحمد طرقجي، وفرانك بريمر، وجان كلود إشالييه. بيروت، المعهد الفرنسي للشرق الأوسط، 2004.
- بلاد الشام في العصور القديمة، الفصل الخامس: آثار العصور البرونزية المبكرة وتاريخها من القرية إلى المدينة، ت. أمثلة من مواقع العصر البرونزي المبكر الثالث، خربة الأمباشي / جنوبي سورية. تأليف: زيدان عبد الكافي كفافي. دار الشروق، 2011. الرقم التسلسلي الدولي 1005446.